# Sedloňov
Sedloňov (en allemand : Sattel) est une commune du district de Rychnov nad Kněžnou, dans la région de Hradec Králové, en République tchèque. Sa population s'élevait à 224 habitants en 2020.

## Géographie
Sedloňov se trouve à 13 km à l'est-nord-est de Dobruška, à 20 km au nord de Rychnov nad Kněžnou, à 38 km à l'est-nord-est de Hradec Králové et à 137 km à l'est-nord-est de Prague.
La commune est limitée par Olešnice v Orlických horách au nord, par la Pologne à l'est, par Deštné v Orlických horách au sud, et par Dobřany et Sněžné à l'ouest.

## Histoire
La première mention écrite de la localité date de 1654 .

## Administration
La commune se compose de deux quartiers :
- Sedloňov
- Polom